# 阮基石
阮基石（1921年5月15日—1998年4月10日），又譯作阮機石，原名范文刚（Phạm Văn Cương）是越南政治家、外交家，越南社会主义共和国部长会议副主席（副总理）、外交部部长。
1921年5月15日出生于南定省务本县连明社。1937年，他参加南定省反帝青年组织，1940年至1945年被法国殖民者关于南定、和平、山罗等监狱。1943年他在山罗监狱加入印度支那共產黨。1945年8月参加了南定省的革命夺权行动。
1945年9月他被调至国防部工作，担任武元甲大将的秘书。1947年至1949年，担任中央军委办公厅主任、国防及总司令部机关常委书记职务。1949年5月至1951年5月，他担任河东省代理省委书记兼省抗战行政委员会主席。
1954年后，他开始从事外交工作。1954-1956年担任外交部办公厅主任，1956-1960年担任北越驻印度总领事。1960-1979年担任外交部副部长。1979年5月，担任外交国务卿（部长级），1980年1月担任外交部部长。1987-1991年担任部长会议副主席（副总理）兼外交部部长。
其子范平明，曾任越共中央政治局委员，越南政府副总理兼外交部部长。